# Agrostis falklandica
Agrostis falklandica é uma espécie de gramínea do gênero Agrostis, pertencente à família Poaceae.